# António Veloso
António Augusto da Silva Veloso (São João da Madeira, geboren 31 januari 1957) is een Portugees oud-voetballer die het grootste deel van zijn carrière speelde bij Benfica. 

## Clubcarrière
Veloso begon zijn carrière in zijn geboorteplaats bij AD Sanjoanense. In 1978 verkaste hij naar SC Beira-Mar. In 1980 nam topclub Benfica hem over. Daar speelde hij maar liefst 15 jaar. 
In 1988 speelde hij met Benfica de finale van de Europacup I tegen PSV. Na de reguliere speeltijd en de verlenging was de stand nog altijd 0-0. In de strafschoppenserie miste Veloso de zesde cruciale penalty, waardoor PSV met de prijs aan de haal ging.

## Internationale carrière
Veloso speelde 40 interlands voor Portugal. Hij speelde op het EK 1984. Hij zat niet bij de selectie van het WK 1986 vanwege een dopingtest, die later nep bleek te zijn.

## Trainerscarrière
Na zijn carrière als speler werd Veloso trainer. Hij was onder andere assistent bij Benfica.

## Persoonlijk
Hij is de vader van voetballer Miguel Veloso.

## Erelijst
Benfica
- Primeira Liga: 1980-1981, 1982-1983, 1983-1984, 1986-1987, 1988-1989, 1990-1991, 1993-1994
- Taça de Portugal: 1980-1981, 1982-1983, 1984-1985, 1985-1986, 1986-1987, 1992-1993
- Supertaça Cândido de Oliveira: 1980, 1985, 1989